# Wächter des Tages – Dnevnoi Dozor
Wächter des Tages – Dnevnoi Dozor (auch: Dnewnoj Dosor, Day Watch, Dnevnoy Dozor, Nochnoi Dozor 2 – Mel Sudby, russ. Дневной Дозор, Ночной Дозор 2 – Мел Судьбы) ist ein russischer Fantasy-Actionfilm aus dem Jahr 2006 und die Fortsetzung von Wächter der Nacht – Nochnoi Dozor. Er beruht auf einer Romanreihe von Sergei Wassiljewitsch Lukjanenko. Der Film wurde in Deutschland erstmals am 16. Februar 2007 in Rahmen der Berlinale gezeigt.

## Handlung
In Moskau klingt das Jahr 2005 mit der Silvesternacht aus. Der Andere des Lichts, Anton Gorodetsky, trainiert Svetlana, die in Wächter der Nacht – Nochnoi Dozor als eine Andere erkannt wurde und nun zu einer Großen Anderen des Lichts ausgebildet wird, im Dienst der Wächter der Nacht. Bei ihrer Routinefahrt durch Moskau stoßen sie auf einen Dunklen Anderen, der hilflose alte Frauen überfällt und mit einer magischen Nadel ihre Lebenskraft aussaugt. Bei der Jagd auf den Dunklen Anderen folgt Svetlana dem Flüchtigen in die zweite Ebene des Zwielichts. Als Svetlana ihrem Angreifer die Maske vom Gesicht zieht, erkennt Anton seinen Sohn Jegor. Er hindert Svetlana daran, den Jungen festzunehmen, und entwendet später auch das Beweismittel, die Maske, das zu Jegors Ergreifung führen könnte.
Währenddessen wird in Moskau ein Zuwachs an unregistrierten Dunklen verzeichnet. Schließlich wird eine Dunkle Andere tot aufgefunden, die keine Wunde an ihrem Körper aufweist. Anton gerät in den Verdacht, sie getötet zu haben, und wird fortan von den Dunklen, angeführt von Sebulon, gejagt. Zugleich überwacht die Inquisition die Balance zwischen Licht und Finsternis penibel und ist bei jedem Vergehen zum Eingreifen bereit.
Antons Chef, Boris Ignatjewitsch alias Geser, vermutet, dass Anton von der Tagwache der Dunklen weitere Morde in die Schuhe geschoben werden sollen. Er tauscht daher die Körper von Olga und Anton, um Anton jederzeit ein Alibi liefern zu können. So soll verhindert werden, dass Anton in eine weitere Falle der Tagwache tappt.
Leider geht dieser Plan nicht auf, denn die Dunklen durchschauen den Körpertausch und locken Anton, der in Olgas Körper steckt, in ein Restaurant, in dem ein weiterer Dunkler ermordet wird. Svetlana will einschreiten und somit eine Festnahme beziehungsweise Verurteilung Antons verhindern, doch Geser erklärt ihr, dass sie dies nicht dürfe. Anton sei nur der Köder, der Svetlana dazu verleiten sollte, aus Wut die Dunklen anzugreifen und so der Tagwache einen Grund zu liefern, Svetlana zu liquidieren. Denn sie sei eine mächtige Magierin, die den Lichten Kräften in Moskau endgültig die Vormacht gegenüber den Dunklen sichern würde.
Während des Geburtstags von Jegor, Antons Sohn, kulminiert der Plan von Sebulon, der Jegor zu dem Großen Anderen der Finsternis zu machen gedenkt, der die Balance zwischen Licht und Dunkelheit kippen wird. Beim Kampf zwischen Jegor und Svetlana beginnt der Krieg zwischen Licht und Finsternis, bei dem ganz Moskau zerstört wird. Wäre da nicht die antike Kreide des Schicksals, die einst dem großen Krieger Tamerlan gehörte und die die Geschichte rückgängig schreiben kann. Anton entdeckt, dass er die Kreide benutzen muss, um den Punkt, ab dem sein Leben schiefgegangen ist, rückgängig zu machen.
Er entscheidet sich dafür das Wort „нет“ (deutsch „Nein“) an die Küchenwand des Hauses zu schreiben, in dem er zwölf Jahre zuvor die Ermordung seines Sohnes Jegor noch im Mutterleib seiner Frau durch die Hexe Darja Schulz in Auftrag gab. In einer Rückblende wird gezeigt, wie Anton seine Kreideschrift bei der Hexe sieht und sich gegen die versuchte Ermordung seines noch ungeborenen Sohnes entscheidet. Er verlässt die Wohnung und trifft auf Svetlana, seine Liebe aus der Zukunft, die er zwar nicht mehr kennt, sie aber auf der Straße im Regen anspricht und mit ihr fortgeht, beobachtet von Geser und Sebulon, die in der Nähe einträchtig nebeneinander auf einer Bank sitzen.

## Hintergrund
Der Film wurde, wie auch schon Wächter der Nacht – Nochnoi Dozor, größtenteils in Moskau und St. Petersburg gedreht. Weitere Aufnahmen entstanden in Almaty, Kiew sowie im jamaikanischen Lime Hall. Einige der Szenen wurden bereits vor der Veröffentlichung des ersten Spielfilms gedreht, weil zu dieser Zeit Schnee lag und die eingefangenen Szenen für die Dramaturgie benötigt wurden, wie der Regisseur auf der Berlinale 2007 verlauten ließ. Die Produktionskosten werden auf 4,2 Millionen US-Dollar geschätzt und liegen damit nur leicht über dem Budget, das für die Produktion des ersten Spielfilms zur Verfügung stand.
Trotz des Titels basiert die Handlung des Films sehr großzügig auf der zweiten und dritten Geschichte aus dem Buch Wächter der Nacht von Sergei Lukjanenko. Der ursprüngliche Titel des Films sollte Wächter der Nacht 2: Die Kreide des Schicksals (Nochnoy dozor 2: Mel Sudby) heißen, wie der Trailer der DVD Türkisches Gambit aus dem Jahr 2005 belegt. Allerdings wurde der Film kurz vor Kinostart in Russland umbenannt und lief dort am 1. Januar 2006 um 3 Uhr nachts mit der Tagline „Der erste Film des Jahres“ an. Im Abspann ist jedoch weiterhin der Untertitel Die Kreide des Schicksals (Mel Sudby) enthalten. Zudem zeigt der Abspann des Films die Namen der Filmemacher auf Werbeschildern und Leuchtreklamen in den Straßen Moskaus, darunter zuletzt das Konterfei des Regisseurs Timur Bekmambetov. Am selben Tag war der Film in Belarus, der Ukraine sowie in Kasachstan zu sehen. Auf der Berlinale 2007 wurde am 16. und 17. Februar 2007 die internationale Schnittfassung des Films dem Publikum präsentiert. Nach Angaben des Filmproduzenten Konstantin Ernst ist diese Fassung um 18 Minuten kürzer als die russische Schnittfassung. Es folgten weitere Vorführungen bei diversen internationalen Filmfestivals. Ab dem 1. Juni 2007 war der Film in den USA zu sehen. Der Kinostart in Deutschland war der 20. September 2007. Am 14. März 2008 wurde der Film von Twentieth Century Fox Home Entertainment in Deutschland mit einer FSK-16-Freigabe veröffentlicht.
Bereits drei Wochen nach dem Kinostart lockte der Film über 6,3 Millionen Besucher in die russischen Kinos und spielte schon in den ersten zwei Wochen 26 Millionen US-Dollar ein. Der Film stellte damit einen neuen Kassenrekord auf. Am Eröffnungswochenende spielte der Film in den USA über 46.000 US-Dollar ein, insgesamt beliefen sich die Einnahmen in den USA auf über 450.000 US-Dollar. In Deutschland wurden an den Kinokassen innerhalb der ersten vier Tage knapp 34.000 Zuschauer gezählt.
Für die Eingangszenen, die im Mittelalter Asiens spielen, wurden Pferde darauf trainiert, aus Kartonage bestehende Ziegelwände zu durchbrechen. In der Szene, in der Alissa mit dem roten Mazda im Hotel „Kosmos“ scharf bremst, so dass das linke Vorderrad knapp vor der Kamera zum Stehen kommt, rammte der Fahrer des Wagens mit dem rechten Kotflügel einen der Pfosten des Saales.
Für die Dreharbeiten zu Jegors finaler Geburtstagsfeier im Hotel „Kosmos“, das in der Realität den gleichen Namen trägt, wurden Statisten eingeladen, denen neben einem Buffet auch alkoholische Getränke gereicht wurden. Anderthalb Stunden nach Beginn der Party begannen erst die Dreharbeiten, um die Authentizität der feiernden Statisten zwischen den agierenden Schauspielern zu gewährleisten. In dieser Szene sind als Dunkle Andere viele russische Prominente in Cameo-Auftritten zu sehen. Unter anderem erscheinen dort der Künstler Nikos Safronow, Musikkritiker Artemi Troizki, Produzent Jurij Eisenspieß, Leadsänger der Band Leningrad, Sergej Schnurow und Sänger Boris Moissejew. Bei dieser Feier trägt Kostjas Vater ein Sportunterhemd der Bundeswehr. In einer Szene in der Schule der Hellen Anderen von Gorsvet drücken einige russische Science-Fiction-Autoren die Schulbank, unter anderem der Autor der Buchvorlage Sergej Lukjanenko, aber auch Wladimir Wassiljew, Oleg Diwow und Eduard Geworkjan.
Anton Gorodezki kommt in die Moskauer Metro, indem er durch das Werbeplakat zum Film 9 Rota durchspringt. Dies ist eine Anspielung auf die Bereitschaft der Produzenten, den Rekord der russischen Einspielergebnisse von 9 Rota, den Kriegsfilm von Fjodor Bondartschuk, zu schlagen. Diese Szene wurde nicht in der Moskauer Metro, sondern in Sankt Petersburg spät nachts gedreht, als die Station für die Öffentlichkeit bereits geschlossen war.

## Synchronisation
Die Synchronisation wurde – ebenso wie beim ersten Spielfilm – von Film- & Fernseh-Synchron in München nach einem Dialogbuch und unter der Dialogregie von Dietmar Wunder vorgenommen.
Die Rolle des Erzählers wurde im Vergleich zu Wächter der Nacht – Nochnoi Dozor mit Fred Maire neu besetzt. Bei den übrigen Sprechrollen konnten für die deutschsprachige Synchronisation dieselben Personen gewonnen werden wie beim ersten Spielfilm.
| Darsteller            | Sprecher              | Rolle            |
| --------------------- | --------------------- | ---------------- |
|                       | Fred Maire            | Erzähler         |
| Schanna Friske        | Alexandra Ludwig      | Alissa           |
| Konstantin Khabensky  | Oliver Stritzel       | Anton Gorodetsky |
| Rimma Markowa         | Doris Gallart         | Darja Schulz     |
| Vladimir Menshov      | Reinhard Glemnitz     | Geser            |
| Alexander Samoilenko  | Thomas Albus          | Ilya             |
| Marija Mironowa       | Elisabeth von Koch    | Irina            |
| Valeri Zolotukhin     | Reinhard Brock        | Kostyas Vater    |
| Aleksei Chadov        | Oliver Mink           | Kostya           |
| Anna Sljussarjowa     | Sonja Reichelt        | Lena             |
| Galina Tyunina        | Susanne von Medvey    | Olga             |
| Alexei Maklakow       | Dirk Galuba           | Semyon           |
| Marija Poroschina     | Claudia Lössl         | Swetlana         |
| Dmitri Martynow       | Marco Iannotta        | Jegor            |
| Wiktor Werschbizki    | Thomas Rauscher       | Zavulon          |
| Nurzhuman Ikhtymbayev | Erich Ludwig          | Soar             |
| Gosha Kutsenko        | Christian Weygand     | Ignat            |
| Irina Yakovleva       | Elisabeth Günther     | Galina           |
| Yegor Dronov          | Dietmar Wunder        | Tolik            |
|                       | Gerhard Jilka         | Kolja            |
|                       | Paulina Rümmelein     | Maschenka        |
|                       | Ruth Küllenberg       | Maschenkas Oma   |
|                       | Martin Halm           | Tamerlan         |
|                       | Manfred Erdmann       | Trotzky          |
|                       | Eva Maria Bayerwaltes | Administratorin  |
|                       | Monika John           | alte Frau        |
|                       | Matthias Heidepriem   | Co-Polit         |

## Soundtrack
Im Gegensatz zu Wächter der Nacht – Nochnoi Dozor wurde für den zweiten Spielfilm ein Soundtrack veröffentlicht. Die Veröffentlichung erfolgte 2006 beim Musiklabel Real Records. Der Soundtrack enthält 20 Musiktitel, von denen die erste Hälfte mehrheitlich aus Popmusik und die zweite Hälfte des Soundtracks aus der Filmmusik von Yuri Poteyenko besteht. Nahezu jeder Musiktitel wird von einer Dialogzeile aus dem Film eingeleitet. Zu hören sind unter anderem TT-34 sowie Verka Serduchka.

## Kritik
Rainer Vogt von TV Digital schrieb in Heft 19 vom 7. September 2007, dass der Film ein wilder Mix aus Romanze, Drama, Action, Fantasy, Film noir, Musikvideo und Videospiel sei. Das düstere russische Flair bliebe aber erhalten. Der Film sei trotz der eingeflochtenen Romanze allerdings nichts für schwache Nerven.
Nach Urteil des Lexikon des internationalen Films sei Wächter des Tages ein „bombastisches Blockbuster-Kino, das dem Genre einen formal durchaus reizvollen schmutzigen »Look« verleiht. Dagegen werden die Plausibilität von Story und Figuren sowie eine schlüssige Dramaturgie der effektlastigen Überwältigungsästhetik geopfert.“
Deike Stagge von Filmstarts vergab wie bereits bei Wächter der Nacht – Nochnoi Dozor erneut vier von fünf Punkten. Nach Stagges Urteil enthalte der Film „zwei Stunden rasante und gut geschnittene Unterhaltung“ und sei erneut „ein Feuerwerk der Effekte und künstlerisch aufgemachten Zeitlupen“. Für die Besetzung und die Darstellung der Schauspieler findet Stagge positive Worte.
Annett Meiritz vom Spiegel bezeichnete den Film als „Abstrusitäten-Kabinett […] mit kurzweiligem Gemetzel und wahnwitzigen Spezialeffekten“. Der „Zwei-Stunden-Marathon aus Mutanten-Gefechten und Verfolgungsjagden“ warte als „Fantasy-Mixtur mit einer Extraportion Gefühl“ auf.

## Auszeichnungen
Bei den Saturn Awards erhielt er im selben Jahr eine Nominierung als bester internationaler Film.

## Fortsetzung
Die Verfilmung eines dritten Teils ist als US-amerikanisches Projekt in Planung, jedoch gibt es derzeit keine konkreten Angaben zu dem Zeitpunkt der Dreharbeiten sowie eines geplanten Starttermins. Er soll unter dem Titel Wächter der Dämmerung voraussichtlich vollständig von 20th Century Fox produziert werden.